# Glock 23
Pour les articles homonymes, voir Glock (homonymie).
Le Glock 23 est un pistolet fabriqué par l'entreprise autrichienne Glock. Il est identique au Glock 19 (9 mm) mais en calibre .40 S&W. Modèles compact à canon court, il vise le marché des armes de police et de défense personnelle.

## Variantes
- G23 : modèle standard apparu en 1991.
- G23C : la lettre C indique que l'arme est dotée d'un compensateur qui réduit le relèvement de l'arme au moment du tir. Le compensateur est composé de deux orifices sur le haut de la culasse (à l'avant de l'arme) et de trous sur le haut du canon afin de laisser s'échapper les gaz produits lors de la combustion de la poudre contenue dans la cartouche.

## Évolution
Tous les G23 vendus à partir de 1998 possèdent une carcasse équipée d'un rail pour accessoires moulé et présentant une poignée anatomique. En 2010, apparaissait le G23/G23C de quatrième génération munie d'un dos de crosse interchangeable (3 tailles).

## Diffusion
Compte tenu de son calibre et de son encombrement réduit, le G23 est populaire :
- États-Unis, Policiers et/ou agents fédéraux des :
  - Boston Police Department (BPD) ;
  - Drug Enforcement Administration (DEA) ;
  - Federal Bureau of Investigation (FBI) ;
  - United States Marshals Service (USMS).
  - Los Angeles Police Department (LAPD).

Mais aussi les enquêteurs, travaillant en civil, de ces 2 pays influencés par les choix de la police américaine :
- Australie : Police australienne.
- Canada : Police canadienne dont les Police provinciale de l'Ontario, Service de police de Toronto et Service de police d'Ottawa.

Dans ces pays, il est aussi très répandu chez les citoyens acquérant une arme de poing pour leur défense.

## Dans la culture populaire
Cette arme est notamment portée par les agents du Federal Bureau of Investigation Eppes et Sinclair dans Numb3rs, l'US Marshal Mary Shannon dans Protection de témoins et le détective Thomas Craven de la police de Boston (interprété par Mel Gibson) dans Hors de contrôle. 
Il armait aussi le maffieux Tony Soprano dans Les Soprano.
Enfin, les joueurs peuvent le choisir dans les jeux vidéo Medal of Honor: Warfighter, Manhunt, Combat Arms ou Tactical Ops: Assault on Terror

## Sources
Cette notice est issue de la lecture des revues spécialisées et monographies de langue française suivantes :
- Cibles
- AMI/ArMI/Fire
- Action Guns
- Raids
- R. Caranta, Pistolets et Revolvers d'aujourd'hui, Crépin-Leblond, 5 tomes, 1998-2009.
- R. Caranta, Glock. Un monde technologique nouveau, Crépin-Leblond, 2005.